# Silver Broom 1971
Air Canada Silver Broom 1971 var det 13. VM i curling for mænd. Turneringen blev arrangeret af International Curling Federation og afviklet i arenaen Palais de Sports i Megève, Frankrig i perioden 16. – 21. marts 1971 med deltagelse af otte hold. Frankrig var VM-værtsland for første gang.
Mesterskabet blev for fjerde år i træk (og 11. gang i alt) vundet af Canada, som besejrede Skotland med 9-5 i finalen. Tredjepladsen gik til USA, som tabte 6-7 til Skotland i semifinalen, og som var bedre placeret i grundspillet end den anden tabende semifinalist, Schweiz. Canadas hold blev anført af Don Duguid, hvis hold dermed vandt VM for andet år i træk.

## Resultater

### Grundspil
De otte deltagende hold spillede en enkeltturnering alle-mod-alle. De fire bedste hold gik videre til semifinalerne, hvor de spillede to pladser i finale. Bronzemedaljerne gik til den af de tabende semifinalister, der endte bedst placeret i grundspillet.
| Runde                        | Kampe                | Kampe | Kampe                   | Kampe | Kampe                  | Kampe | Kampe                   | Kampe |
| ---------------------------- | -------------------- | ----- | ----------------------- | ----- | ---------------------- | ----- | ----------------------- | ----- |
| 1                            | Canada - Schweiz     | 9-5   | Skotland - Vesttyskland | 7-6   | Sverige - Frankrig     | 13-3  | Norge - USA             | 6-5   |
| 2                            | Skotland - Sverige   | 11-3  | Canada - USA            | 9-5   | Schweiz - Norge        | 9-6   | Frankrig - Vesttyskland | 11-9  |
| 3                            | USA - Schweiz        | 12-4  | Vesttyskland - Sverige  | 7-3   | Frankrig - Skotland    | 9-7   | Canada - Norge          | 7-6   |
| 4                            | Skotland - Norge     | 8-4   | Canada - Frankrig       | 9-5   | USA - Vesttyskland     | 14-4  | Sverige - Schweiz       | 6-5   |
| 5                            | Canada - Sverige     | 10-6  | Norge - Frankrig        | 4-3   | Schweiz - Vesttyskland | 9-3   | Skotland - USA          | 6-4   |
| 6                            | USA - Frankrig       | 12-4  | Skotland - Schweiz      | 7-6   | Sverige - Norge        | 9-6   | Canada - Vesttyskland   | 8-4   |
| 7                            | Vesttyskland - Norge | 5-4   | USA - Sverige           | 3-2   | Canada - Skotland      | 10-6  | Schweiz - Frankrig      | 6-5   |
| Tie-breaker om fjerdepladsen |                      |       |                         |       |                        |       |                         |       |
| TB1                          | Schweiz - Sverige    | 9-5   |                         |       |                        |       |                         |       |

| Plac. | Hold         | Vundne | Tabte |
| ----- | ------------ | ------ | ----- |
| 1.    | Canada       | 7      | 0     |
| 2.    | Skotland     | 5      | 2     |
| 3.    | USA          | 4      | 3     |
| 4.    | Schweiz      | 3      | 4     |
| 5.    | Sverige      | 3      | 4     |
| 6.    | Frankrig     | 2      | 5     |
| 6.    | Vesttyskland | 2      | 5     |
| 6.    | Norge        | 2      | 5     |

### Slutspil
| Runde       | Kamp              | Res. |
| ----------- | ----------------- | ---- |
| Semifinaler | Canada - Schweiz  | 9-5  |
| Semifinaler | Skotland - USA    | 7-6  |
| Finale      | Canada - Skotland | 9-5  |

### Samlet rangering
| Plac. | Hold         | 4               | 3                | 2               | 1                   |
| ----- | ------------ | --------------- | ---------------- | --------------- | ------------------- |
| Guld  | Canada       | Don Duguid      | Rod Hunter       | Jim Pettapiece  | Bryan Wood          |
| Sølv  | Skotland     | James Sanderson | Willie Sanderson | Iain Baxter     | Colin Baxter        |
| 3.    | USA          | Dale Dalziel    | Dennis Melland   | Clark Sampson   | Rodney Melland      |
| 4.    | Schweiz      | Cesare Canepa   | Werner Oswald    | Jakob Kluser    | Hans-Ruedi Werren   |
| 5.    | Sverige      | Roy Berglöf     | Kjell Grengmark  | Erik Berglöf    | Lars-Erik Håkansson |
| 6.    | Frankrig     | Pierre Boan     | André Mabboux    | André Tronc     | Richard Duvillard   |
| 6.    | Vesttyskland | Manfred Räderer | Peter Jacoby     | Peder Ledosquet | Hansjörg Jacoby     |
| 6.    | Norge        | Knut Bjaanaes   | Sven Kroken      | Per Dammen      | Kjell Ulrichsen     |